# Marguerite Deval
Marguerite Hippolyte Juliette Brulfer dite Marguerite Deval, née  le 19 septembre 1866 à Strasbourg et morte le 18 décembre 1955 dans le 17e arrondissement de Paris, est une comédienne et chanteuse d'opérette française.
Elle est la fondatrice en 1898 du théâtre des Mathurins, dans le 8e arrondissement de Paris, qu'elle dirige jusqu'en 1901.

## Biographie
De son vrai nom Marguerite Brulfer, Marguerite Deval débute en 1884 aux Bouffes-Parisiens dans Le Chevalier Mignon puis se produit aux Nouveautés et aux Folies-Dramatiques.
Elle apparaît dans de nombreuses revues (Fructidor au Cercle Pigalle, Paris forain et Paris qui passe à la Bodinière, L'Article de Paris aux Menus-Plaisirs) avant de retrouver les Bouffes-Parisiens en 1896. Son interprétation de la chanson Quand je suis paf, extraite de l'opérette Mon amant (1932), a été un grand succès.

## Théâtre
- 1892 : Famille Paillasse, parade-revue de Jacques Redelsperger, Théâtre de la Bodinière
- 1900 au théâtre : La Petite Femme de Loth, opéra bouffe en deux actes, livret de Tristan Bernard, musique de Claude Terrasse. théâtre des Mathurins
- 1913 : La Belle Aventure de Gaston Arman de Caillavet, Robert de Flers et Étienne Rey, théâtre du Vaudeville
- 1914 : Très moutarde revue de Rip et Jacques Bousquet, théâtre Femina
- 1916 : L'École du piston de Tristan Bernard, théâtre Antoine
- 1917 : Son petit frère, opérette en 2 actes de André Barde, musique Charles Cuvillier, théâtre Édouard VII
- 1917 : La Folle Nuit d'André Mouëzy-Éon et Félix Gandéra, théâtre Édouard VII
- 1917 : La Petite Bonne d'Abraham d'André Mouëzy-Éon et Félix Gandéra, musique Marcel Pollet, théâtre Édouard VII
- 1920 : Le Scandale de Deauville de Rip et Gignoux, théâtre des Capucines
- 1921 : Si que je s'rai roi, revue de Rip et Gignoux, théâtre des Capucines
- 1926 : À Paris tous les deux de Jacques Bousquet, Henri Falk et Georges Ménier, Comédie des Champs-Élysées
- 1932 : La Fleur des pois d'Édouard Bourdet, théâtre de la Michodière
- 1933 : Le Vol nuptial de Francis de Croisset, théâtre de la Michodière
- 1934 : Les Temps difficiles d'Édouard Bourdet, théâtre de la Michodière
- 1935 : Bichon de Jean de Letraz, théâtre de la Michodière
- 1938 : Le Valet maître de Paul Armont et Léopold Marchand, mise en scène Pierre Fresnay, théâtre de la Michodière
- 1940 : Léocadia de Jean Anouilh, théâtre de la Michodière
- 1942 : Comédie en trois actes d'Henri-Georges Clouzot, mise en scène Pierre Fresnay, théâtre de la Michodière
- 1942 : Père d'Édouard Bourdet, théâtre de la Michodière
- 1944 : Le Voyageur sans bagage de Jean Anouilh, théâtre de la Michodière
- 1946 : Les Derniers Seigneurs de Roger-Ferdinand, théâtre Édouard VII
- 1948 : Le mari ne compte pas de Roger-Ferdinand, théâtre des Bouffes-Parisiens

## Filmographie
- 1910 : Les Noces de Canuche de Michel Carré
- 1914 : Caza cherche une fuite
- 1932 : La Folle Nuit de Robert Bibal et Léon Poirier
- 1933 : Cent Mille Francs pour un baiser de Hubert Bourlon et Georges Delance
- 1935 : Tovaritch de Jacques Deval et Germain Fried
- 1936 : Bichon de Fernand Rivers
- 1937 : L'Homme du jour de Julien Duvivier
- 1937 : Gueule d'amour de Jean Grémillon
- 1938 : Prisons de femmes de Roger Richebé
- 1938 : La Rue sans joie d'André Hugon
- 1939 : Le Président Haudecœur de Jean Dréville
- 1939 : La Famille Duraton de Christian Stengel
- 1939 : Ils étaient neuf célibataires de Sacha Guitry
- 1940 : Bécassine de Pierre Caron
- 1941 : La Maison des sept jeunes filles d'Albert Valentin
- 1941 : Le Valet maître de Paul Mesnier
- 1942 : Mademoiselle Béatrice de Max de Vaucorbeil
- 1942 : La Loi du printemps de Jacques Daniel-Norman
- 1943 : La Grande Marnière de Jean de Marguenat
- 1943 : Marie Martine de Albert Valentin
- 1943 : La Collection Ménard de Bernard Roland
- 1944 : Le Voyageur sans bagage de Jean Anouilh
- 1945 : Tant que je vivrai de Jacques de Baroncelli
- 1945 : On demande un ménage de Maurice Cam
- 1946 : Les J3 de Roger Richebé
- 1946 : Gringalet d'André Berthomieu
- 1946 : Monsieur Chasse de Willy Rozier
- 1948 : Les Casse-pieds ou La Parade du temps perdu de Jean Dréville
- 1949 : Ève et le Serpent de Charles-Félix Tavano
- 1950 : Le Furet de Raymond Leboursier
- 1952 : Paris chante toujours de Pierre Montazel